# Lac des Soixante Arpents
Lac des Soixante Arpents är en sjö i Kanada.   Den ligger i regionen Capitale-Nationale och provinsen Québec, i den sydöstra delen av landet, 300 km nordost om huvudstaden Ottawa. Lac des Soixante Arpents ligger 406 meter över havet. Arean är 0,22 kvadratkilometer. Den sträcker sig 0,6 kilometer i nord-sydlig riktning, och 0,8 kilometer i öst-västlig riktning.
I omgivningarna runt Lac des Soixante Arpents växer i huvudsak blandskog. Runt Lac des Soixante Arpents är det glesbefolkat, med 10 invånare per kvadratkilometer.